# Estación de Sarria
Sarria es una estación ferroviaria situada en el municipio español de Sarria, en la provincia de Lugo, Galicia. Dispone de servicios de Larga y Media Distancia operados por Renfe.
Registró en 2023 un tráfico de 84.761 pasajeros, siendo la segunda estación con mayor número de viajeros de la provincia de Lugo, por detrás de la de Monforte de Lemos, y la décima de Galicia, gracias a ser la localidad más utilizada como punto de partida para los usuarios del Camino de Santiago Francés.

## Situación ferroviaria
La estación se encuentra en el punto kilométrico 396,299 de la línea férrea de ancho ibérico que une León con La Coruña, entre las estaciones de Pedrelo-Céltigos y de Oural. El tramo es de vía única y está sin electrificar.

## Historia
El ferrocarril llegó a Sarria el 2 de agosto de 1878 con la apertura del tramo Sarria-Lugo de la línea férrea que pretendía unir Palencia con La Coruña. La Compañía de los Ferrocarriles del Noroeste de España constituía en 1862 era la encargada de la construcción y explotación del trazado sin embargo nunca llegó a construir este tramo ya que quebró. Esta situación hizo que la concesión de la línea volviera de forma transitoria al Estado que fue quien puso en marcha el tramo Sarria-Lugo. Poco después se creó la Compañía de los Ferrocarriles de Asturias, Galicia y León para continuar con las obras iniciadas por Noroeste y gestionar sus líneas. Sin embargo la situación financiera de esta última también se volvió rápidamente delicada siendo absorbida por Norte en 1885. En 1941, la nacionalización del ferrocarril en España supone la desaparición de esta última y su integración en la recién creada RENFE.
Desde el 31 de diciembre de 2004 Renfe Operadora explota la línea mientras que Adif es la titular de las instalaciones ferroviarias.

## La estación
El edificio de viajeros de la estación de Sarria es una estructura de dos pisos que luce un aspecto clásico. Se sitúa en el noroeste del casco urbano de Sarria. Recientemente ha sido reformada exteriormente. Cuenta con dos andenes, uno lateral y otro central al que acceden dos vías. Otras dos vías son utilizadas como vías de servicio.

## Servicios ferroviarios

### Larga distancia
Actualmente los únicos servicios de Larga Distancia son el Alvia que une Lugo con Madrid (vía Zamora) y el Intercity, que sirve de enlace con otros trenes de Largo Recorrido, que une Lugo, Monforte de Lemos y Orense.
Antes de la pandemia de COVID-19 también paraban en la estación los trenes nocturnos Trenhotel Atlántico, que unía Madrid con Ferrol, y Trenhotel Galicia, que unía Barcelona con La Coruña. Ambos fueron suprimidos por la pandemia de COVID-19.

### Media distancia
Los trenes de Media Distancia de Renfe cubren el trayecto entre La Coruña o Lugo y Monforte de Lemos u Orense. Algunos de ellos sirven de enlace para coger el AVE a Madrid en Orense y el Alvia a Barcelona en Monforte de Lemos.